# Señorío de Eraso
Señorío de Eraso es una localidad española de la Comunidad Foral de Navarra perteneciente al municipio de Larráun y al concejo de Errazquin. 
Está situado en la Merindad de Pamplona, en la comarca de Norte de Aralar, en el valle de Larráun y a 44,6 km de la capital de la comunidad, Pamplona. Su población en 2014 fue de 0 habitantes (INE).

## Geografía física

### Situación
La localidad de Señorío de Eraso está situada en la parte occidental del municipio de Larráun y a 1,8 km al norte  Errazquin.  

## Historia
Fue un señorío desde que en 1367 el rey Carlos II de Navarra diera el lugar a Juan López de Eraso por sus servicios en la frontera con Guipúzcoa hasta la desaparición de estos como forma jurídica con la inrupción del liberalismo en la primera mitad del siglo XIX. El palacio y sus propiedades pertenecieron a un mayorazgo y tras la desaparición del señorío sus propiedades pasaron a ser propiedad nuda del desaparecido mayorazgo y en 1847 sus habitantes figuran como inquilinos dedicados al cultivo de sus tierras. 
En un diccionario publicado en el año 1802 se describe a Eraso como un palacio de señorío, con tres casas anejas y un molino harinero, y una población de 43 almas.

## Demografía

### Evolución de la población
| Gráfica de evolución demográfica de Señorío de Eraso entre 1857 y 2014                                                     |
| |
| - (1887-1981) Datos recogidos de la Gran Enciclopedia Navarra. - (2001-) Datos según el nomenclátor publicados por el INE. |

## Monumentos y lugares de interés
Palacio de Eraso
Este palacio aparece en la «Nómina oficial del Reino» como de cabo de armería  y su señor consta ya en 1513 entre los caballeros remisionados del pago de cuarteles, como solar noble.
Iglesia de San Miguel Arcángel
Su construcción data del siglo siglo XIII, aunque posteriormente ha sufrido varias modificaciones. 
El edificio es de estilo gótico y está formado por una sola nave con cabecera de testero recto, una sacristía en la parte trasera  y una torre campanario de planta rectangular situada a los pies de la nave.
La nave está cubierta por una bóveda de cañón apuntado con arcos fajones que descansan sobre ménsulas adosadas al muro. 
Su puerta principal está formada por un arco apuntado con arquivoltas lisas que descansan sobre capiteles con decoración incisa de tipo vegetal con cuenta con un crismón situado encima del clave. 
De su interior destaca su retablo mayor de origen romanista creado en las primeras décadas del siglo XVII.